# Schauinsland
El Schauinsland es un monte en la Selva Negra meridional el sur de Baden-Wurtemberg, Alemania.

## Topónimo y minería
El topónimo Schauinsland es una palabra compuesta alemana que significa mira en el país. La versión alemánica del nombre del monte que significa lo mismo es Lueginsland. Alemánico es la rama del alemán que se habla en esta región. El nombre del monte dice que desde arriba se tiene una buena vista de los alrededores, la llanura del Rin, y también hasta los Vosgos. Un nombre anterior de este monte era Erzkasten que significa caja de minerales y da prueba de la importancia que tenía en este respecto. Durante más de siete siglos se extrajeron plata, plomo y zinc. Con aproximadamente 100 km de longitud, distribuidos en 22 plantas, este complejo de minas es el más grande de los dos lados del Rin, es decir de la Selva Negra y los Vosgos.

## Geografía
Tiene una altura de 1284 m y está ubicado al sur de Friburgo de Brisgovia. Es el monte emblemático de esta ciudad. La distancia a Basilea en Suiza es de aproximadamente 65 km.